# Géométrie arguésienne
 (avril 2011).
Si vous disposez d'ouvrages ou d'articles de référence ou si vous connaissez des sites web de qualité traitant du thème abordé ici, merci de compléter l'article en donnant les références utiles à sa vérifiabilité et en les liant à la section « Notes et références ».
En géométrie synthétique, la géométrie arguésienne est une « construction » simple (due à Desargues), basée sur l'introduction d'éléments impropres, pour faire entrer la géométrie affine (et le parallélisme) dans le moule de la géométrie projective.

## Description
Le premier axiome de la géométrie projective (« Deux droites coplanaires ont un point commun ») et l'axiome du parallélisme de la géométrie affine (« Par un point extérieur à une droite, il passe toujours une parallèle à cette droite, et une seule ») semble généralement incompatibles. La géométrie arguésienne est un moyen de concilier géométrie affine et géométrie projective[réf. nécessaire]:

### Parallèles
Desargues a redéfini la notion de parallélisme en introduisant les éléments impropres : point impropre (assimilable au point de fuite), droite ou plan impropres. Il va de soi que les éléments d'une forme impropre sont impropres.
La géométrie arguésienne se caractérise donc par la distinction d'éléments impropres. La définition du parallélisme devient :

Deux droites, deux plans, ou encore une droite et un plan sont parallèles lorsque leur intersection est impropre.
En géométrie projective (en géométrie elliptique également), il n'y a pas de points impropres donc pas de parallélisme. En revanche, on y construit de nouvelles géométries et tout d'abord la géométrie affine en deux étapes fort simples :
1. on définit des points impropres
2. on les supprime

La caractérisation des éléments impropres en géométrie affine est :

Les éléments impropres appartiennent à un unique plan impropre.

Toute droite (propre) possède un unique point impropre.

L'élimination des points consiste à dire : « on transforme une droite projective en une droite affine en lui ôtant son point impropre. ». On retrouve alors immédiatement l'axiome du parallélisme de la géométrie affine. De plus, le point impropre supprimé est assimilable à la direction de ses droites.
L'on peut également recourir aux éléments impropres pour caractériser le parallélisme de la géométrie hyperbolique ; mais cette dernière n'est pas entièrement compatible avec la géométrie projective.

La notion d'élément impropre n'est pas nécessaire à la géométrie projective ; mais sert de "passerelle" entre cette géométrie et la géométrie affine. La suppression des éléments impropres est comparable à une ouverture (au sens topologique) de l'espace.